# Pandemie covidu-19 v Saúdské Arábii
Pandemie covidu-19 se do Saúdské Arábie rozšířila dne 2. března 2020, kdy se vrátil občan Saúdské Arábie z Íránu.
Ke 20. listopadu 2020 měla Saúdská Arábie 354 527 nakažených a nejvíce potvrzených případů ze všech států ležících na Arabském poloostrově.

## Průběh

### Březen 2020
Dne 2. března byl potvrzen první případ nákazy covid-19 v Saúdské Arábii. Jednalo se o občana Saúdské Arábie, který přicestoval z Íránu. Druhý případ byl oznámen dne 4. března, byl jím společník prvního nakaženého, který překročil Most krále Fahda z Bahrajnu a neoznámil, že navštívil Írán. Dne 5. března potvrdilo ministerstvo zdravotnictví Saúdské Arábie další tři; dva z nich byli pár, který cestoval z Íránu, další cestoval spolu s prvními dvěma nakaženými.
Dne 10. března bylo oznámeno dalších pět případů onemocnění a počet všech případů se tak zvýšil na 20.
Dne 11. března ministerstvo zdravotnictví oznámilo další případ, byl to egyptský cestovatel. Téhož dne ministerstvo dále oznámilo 24 dalších případů, z nichž 21 byli Egypťané, kteří byli v kontaktu s první osobou, která byla v ten den pozitivně testována, čímž se celková hodnota země zvýšila na 45.
Dne 14. března počet pozitivně testovaných osob překročil hranici 100 osob.
Dne 23. března přibylo 51 nových případů, čímž se celkový počet zvýšil na 562 infikovaných. Král Salmán také vydal rozkaz omezující pohyb od 19:00 do 6:00.
Dne 24. ledna bylo oznámeno, že 51letý afghánský státní příslušník se stal první obětí v zemi. Zemřel předchozí den.
Dne 26. března celkový počet nakažených překročil 1000 nakažených.
Dne 29. března nařídil král Salman všem, u kterých byl potvrzen této koronavirus, aby byli léčeni zdarma.

### Duben 2020
Dne 8. dubna americký deník New York Times informoval, že až 150 členů saúdské královské rodiny bylo pozitivně testováno. Králův synovec, Faisal bin Bandar Al Saud, byl v intenzivní péči.
Dne 20. dubna překročil celkový počet potvrzených případů 10 000. Dne 30. dubna celkový počet potvrzených případů překročil 22 000 a bylo potvrzeno přes 1 300 nových případů, přičemž 17 % případů bylo zjištěno u saúdských občanů a 83 % u cizinců.

### Květen 2020
Dne 28. května překročil celkový počet potvrzených případů 80 000 a Saúdská Arábie zahájila první fázi opětovného otevření s cílem návratu k „normálnímu stavu“ ve všech městech kromě Mekky do 21. června 2020.

### Červen 2020
Dne 7. června celkový počet potvrzených případů překročil 100 000. Dne 19. června Překročil celkový počet potvrzených případů 150 000.

## Reakce vlády

### Uzavření Mekky a Mediny
Dne 27. února 2020 Saúdská Arábie oznámila dočasné pozastavení vstupu muslimům, kteří chtějí provést pouť umra ve Velké mešitě v Mekce nebo navštívit Prorokovou mešitu v Medině. Dne 5. března byla přijata další preventivní opatření týkající se bezpečnosti islámských svatých míst, včetně dočasného denního uzavření Velké mešity pro účely sterilizace.  Dne 19. března Saúdská Arábie pozastavila pořádání každodenních modliteb a páteční modlitby v obou mešitách v Mekce a Medině i ve veřejných prostorách mimo ně, aby se omezilo šíření koronavíru. Podobná opatření byla provedena po celé zemi během stejného týdne. Dne 20. března Saúdská Arábie pozastavila vstup a modlila se k široké veřejnosti u dvou Svatých mešit v Mekce a Medině, aby omezila šíření koronaviru.
Dne 30. května 2020 Saúdská Arábie oznámila, že se mešity začnou znovu otevírat od 31. května, s výjimkou Velké mešity v Mekce. Dne 19. června státní televize oznámila, že mešity v Mekce budou moci znovu otevřít od 21. června, pokud budou dodržovat preventivní opatření proti nemoci covid-19.

### Mobilita a doprava
Dne 6. února oznámila Saúdská Arábie zákaz cestování do Číny pro obyvatele. Dne 28. února oznámil ministr zahraničních věcí Saúdské Arábie dočasné pozastavení vstupu občanů Rady pro spolupráci arabských států v Zálivu do Mekky a Mediny. Saúdská Arábie pozastavila přímé osobní lety do Číny od začátku února. Dne 20. března ministerstvo vnitra pozastavilo vnitrostátní lety, vlaky, autobusy a taxíky na 14 dní ve zvýšené snaze zastavit šíření nemoci covid-19. Nová opatření byla zavedena dne 2. března 2020.